# Dušan Šestić
Dušan Šestić (Душан Шестић) (nacido en Bania Luka, Bosnia y Herzegovina, entonces Yugoslavia) es un famoso compositor bosnio tanto en su patria, como en países circundantes. Compuso el himno nacional de Bosnia y Herzegovina llamado Intermeco, el cual fue adoptado en junio de 1999.
Su hija, Marija Šestić, representó a su país en el Festival de la Canción de Eurovisión 2007.